# Kim In-sub
Kim In-Sub (né le 2 mars 1973 à Daegu) est un lutteur sud-coréen spécialiste de la lutte gréco-romaine. Il participe aux Jeux olympiques d'été de 2000 et remporte la médaille d'argent. En 2004, il ne parvient pas à monter sur le podium. Il est également double champion du monde.

## Palmarès

### Jeux olympiques
- Jeux olympiques de 2000 à Sydney,  Australie
  -  Médaille d'argent